# Liste historischer Rechenanlagen in Europa
Die Liste historischer Rechenanlagen Europas ermöglicht einen Vergleich der frühen Entwicklungen europäischer Forschungseinrichtungen und Unternehmen auf dem Feld der elektronischen Rechentechnik.

## Technologie
Als Schaltelemente kamen in der ersten Generation Relais, in der zweiten Generation Vakuumröhren und in der dritten Generation Transistoren zum Einsatz. Für eine kurze Übergangszeit wurde auch mit Magnetverstärkern experimentiert, die sich aber aufgrund geringerer Verarbeitungsgeschwindigkeit nicht durchsetzen konnten.
Die Speicherung von Eingangsdaten und Rechenergebnissen wurde mit einer Vielfalt von Neuentwicklungen realisiert: anfangs verwendete man mechanische Relaisspeicherwerke, Williamsröhren sowie Quecksilber- und Nickel-Verzögerungsstrecken. Später wurden Magnettrommeln unterschiedlichster Bauarten und schließlich schnelle Ferritkernspeicher eingebaut.

## Entwicklungstendenzen
Bereits die Anfangsphase ist durch stark wachsende Verarbeitungsleistung bei fallendem Raum- und Energiebedarf gekennzeichnet.
In den 1960er Jahren zeichnete sich im Bereich der Großrechenanlagen bald das Primat amerikanischer Konzerne ab, während europäische Unternehmen wie Nixdorf, die Olympia-Werke, Olivetti und Triumph-Adler in Nachfolge klassischer Buchungsmaschinen Nischen für geschäftliche Anwendungen erschließen konnten und das Segment (Mittlere Datentechnik) etablierten.

## Übersicht
| Name                                                         | Land             | Entwickler / Hersteller | Inbetrieb- nahme | Anzahl ca. | Takt- frequenz (kHz) | Schaltelement | Wortlänge | Speicherart | Zugriffszeit (μs) | Verwendung, Bemerkungen |
| ------------------------------------------------------------ | ---------------- | --- | ---------------- | ---------- | -------------------- | --- | --- | --- | --- | --- |
| Z 3                                                          | Deutschland      | Zuse KG | 1941             | 1          |                      | Relais (ca.600) | | mechanisches Relaisspeicherwerk für 64 Zahlen | 15–20 arithmetische Operationen/s; Multiplikationen in 4–5 s.                                                                | |
| Z 4                                                          | Deutschland      | Zuse KG | 1945             | 1          |                      | Relais | 32 Bit | mechanisches Speicherwerk (Abb. 15/5.4.6), das für 64 Zahlen ausgebaut, aber für 500 vorgesehen war. Später erhielt sie zusätzlich noch einen Ringkernspeicher | 25–35 Operationen/min | nach Ausbau 1950–1955 zur ETH Zürich (Prof. Stiefel) |
| Manchester Mark I                                            | England          | Electrical Engineering Laboratories, University of Manchester (Frederic Calland Williams, Tom Kilburn), in Zusammenarbeit mit Ferranti Ltd., Moston, Manchester. | 1948             | 1          | 100                  | Röhren (ca. 3600) | 40 Bits | Williams-Speicherröhren: 256 Speicherplätze Magnettrommel: 16 384 Speicherplätze                                                                               | | Prototyp für PEGASUS |
| ARC (Automatic Relay Computer)                               | England          | College Research Laboratory der Universität London (Andrew Donald Booth mit K. H. V. Britten)                                                                    | 1948             | 1          |                      | Relais (ca. 800) | 21 Bits | Magnettrommel für 250 Zahlen, vorerst elektromechanischer Speicher für 50 Zahlen von 21 Bits.                                                                  | für Addition 20 ms, für Multiplikation und Division 1 s.                                                                     | von der British Rubber Producers Research Association finanziert; er wurde ab 1. November 1948 insbesondere für die rechnerischen Arbeiten bei der Röntgenstrahl-Strukturanalyse verwendet.                                                                          |
| EDSAC (Electronic Delay Storage Automatic Calculator)        | England          | Mathematical Laboratory, University of Manchester (Maurice V. Wilkes, W. Renivick)                                                                               | 1949             | 2          | 500                  | Röhren (ca. 4500) | 34 Bits | Quecksilber-Verzögerungsstrecken als Speicher für 512 Wörter                                                                                                   | | Von dieser Maschine wurde 1949 eine Industrieversion gebaut: LEO (Lyons Electronic Office) |
| ARRA                                                         | Niederlande      | Mathematisch Centrum, Amsterdam (Adriaan van Wijngaarden, Blaavo, Loopstra und Schölten)                                                                         | 1951             | 2          |                      | Relais | | Magnettrommelspeicher für 1024 Wörter | Addition dauerte 24 ms, eine Multiplikation 104 ms.                                                                          | als FERTA an die Flugzeugwerke Fokker |
| BARK (Binär Automatik Relay Kalkylator)                      | Schweden         | Dr. C. Palm, Stockholm | 1951             | 1          |                      | Relais (7500) | | Relaisspeicherwerk für 300 Wörter (100 für Zwischenspeicherung)                                                                                                | bei Addition und Subtraktion 150 ms je Operation, bei Multiplikation 250 ms.                                                 | [ 7 ] |
| ?                                                            | Österreich       | Wiener Institut für Niederfrequenztechnik (Henning F. Harmuth)                                                                                                   | 1952             | 1          |                      | dekadische Zählröhren | | | | Spezialrechner für statistische Aufgaben |
| PERM (Programmgesteuerte elektronische Rechenanlage München) | Deutschland      | Technische Universität München (Prof. Hans Piloty) | 1952             | 1          | 500                  | Röhren (2400), 3000 Dioden                                                                                               | 51 Bits | Magnettrommel: 8192 Speicherplätze, Ferritkernspeicher: 2048 Speicherplätze                                                                                    | Additionszeit 8,5 μs | Die unverhältnismäßig lange Aufbauzeit der Rechenanlage erklärt sich dadurch, dass sie im Wesentlichen zur wissenschaftlichen Ausbildung von Entwicklungsingenieuren und zur Erprobung von Schaltungen diente.                                                       |
| ACE (Automatic Calculating Engine)                           | England          | Mathematics Div., National Physical Laboratory (John R. Womersley mit Alan Turing und Colebrook nach Phillips’ Vorschlägen)                                      | 1952             | 1          | 1000                 | Röhren (ca. 1000) | 32 Bits | | | [ 11 ] |
| G1/G1a                                                       | Deutschland      | Max-Planck-Institut für Physik, Göttingen (Heinz Billing, Ludwig Biermann)                                                                                       | 1952             | 4          | 7,2                  | Röhren (110) | 60 Bits | Magnettrommel mit Schnellzugriffsspuren (50 Hz) und 312 Speicherplätzen                                                                                        | | [ 12 ] [ 13 ] |
| MADAM                                                        | England          | Electrical Engineering Laboratories, University of Manchester | 1952             | 2          |                      | Röhren | | 8 Williams-Speicherröhren (eine davon für 8 Index-Register), Trommelspeicher                                                                                   | | Ein zweiter Rechner dieses Typs wurde 1959 an die Universität Toronto geliefert und bekam den Namen FERUT |
| SEC (Simple Electronic Computer)                             | England          | Electronic Computation Lab., Birkbeck, University of London (Andrew D. Booth und Kathleen H. V. Briẗten)                                                         | 1952             | 5          |                      | Röhren (230) | 21 Bits | Magnettrommelspeicher für 256 Wörter | | Nach diesem SEC wurden mehrere All Purpose Electronic X-Ray Computer gebaut: APE(X)C für das Birkbeck College (X-Ray-Computer), APE(N)C fürOslo/Norwegen, APE (H) C für British Tabulating Machine Co. (Hollerith), APE (R) C für British Rayon Research Association |
| BESK (Binär Elektronisk Sequenz Kalkylator)                  | Schweden         | Mathematische Arbeitsgruppe (Erik Stemme), Königlich Technische Hochschule Stockholm                                                                             | 1953             |            | 160                  | Röhren (2250), 200 Dioden                                                                                                | | 40 Williams-Speicherröhren 256/512 Speicherwörter (ausgebaut mit Ferritkernspeicher), Magnettrommel, 3000/min, 8192 Speicherplätze                             | | |
| Gamma 3                                                      | Frankreich       | Compagnie des Machines Bull, Paris | 1953             |            | 280                  | Röhren (800), 18 000 Germanium-Dioden                                                                                    | 12 Dezimalstellen | Magnettrommel 16 384 Speicherwörter, Verzögerungsstrecken für 4–7 Speicherwörter                                                                               | | |
| IRSIA-FNRS                                                   | Belgien          | Institut pour l'Encouragement de la Recherche Scientifique dans l'Industrie et l'Agriculture (Vitold Belevitch), Bell Telephone Manufacturing Comp., Antwerpen"  | 1953             |            | 100                  | Röhren (2000), 2500 Dioden                                                                                               | 18 Dezimalstellen (Binärtetraden), davon 2 für Exponent, 1 für Vorzeichen; 2 Befehle/Wort.                                              | Magnettrommel (4000/min), Kaltkathodenröhren-Register, 25 kHz                                                                                                  | | [ 14 ] |
| PTERA                                                        | Niederlande      | Dr. Neher – Laboratorien der PTT (Willem van der Poel, Kosten)                                                                                                   | 1953             | 1          |                      | Relais | 32 Bits | Magnettrommel | 50 ms mittlere Operationszeit                                                                                                | Pläne wurden in Lizenz zur Ausführung an die Standard Telephones and Cables vergeben |
| Z 5                                                          | Deutschland      | Zuse KG | 1953             | 1          |                      | | | | | Sonderanfertigung für Ernst Leitz für Berechnungen beim Entwurf optischer Systeme |
| SM 1                                                         | Deutschland      | Deutsches Geodätisches Forschungsinstitut München (Heinrich Seifers)                                                                                             | 1954             | 1          |                      | Relais | | | | speziell für vermessungstechnische Aufgaben |
| Z 9                                                          | Deutschland      | Zuse KG | 1954             | 25–30      |                      | Relais | | | | Multiplikationswerk zum Rechenlocher M 9 (Remington Rand) |
| D2                                                           | Deutschland      | Institut für Maschinelle Rechentechnik, Technische Universität Dresden. (Prof. Nikolaus Joachim Lehmann)                                                         | 1955             | 1          | 270                  | Röhren (140), 2000 Dioden, 100 Relais                                                                                    | 56 Bits | Magnettrommel mit 18000/min: 4096 Speicherplätze, Schnellspeicher: 320 Speicherplätze                                                                          | | |
| ARRA-Neu                                                     | Niederlande      | Mathematisch Centrum, Amsterdam (Adriaan van Wijngaarden) | 1955             |            |                      | Röhren (500), 2000 Dioden, 15 Relais                                                                                     | 30 Bits | Magnettrommel, 1024 Speicherplätze | | [ 18 ] |
| CAB 2022 (Calculatrice Arithmetique Binaire)                 | Frankreich       | SEA Societe d'Electronique et d'Automatisme, Courbevoie (Seine)                                                                                                  | 1955             | 2          | 100                  | Röhren (800), 8 000 Dioden                                                                                               | 22 Bits oder doppelte Wortlänge | 2 Ferritkernspeicher zu je 64 Wörter, Magnettrommel: 8192 Wörter                                                                                               | | [ 19 ] [ 20 ] |
| DEUCE                                                        | England          | English Electric | 1955             | 30         | 1000                 | Vakuumröhre | 32 Bits | Quecksilber-Verzögerungsstrecke / Trommel | 496/15 | |
| ERMETH (Elektronische Rechenmaschine der ETH Zürich)         | Schweiz          | Institut für angewandte Mathematik, Eidgenössische Technische Hochschule Zürich (Ambros Speiser, Heinz Rutishauser, Eduard Stiefel)                              | 1955             |            | 30                   | 1700 Röhren, 7000 Dioden, 200 Relais                                                                                     | 16 Dezimalstellen | Magnettrommel, 10 000 Speicherplätze | | Die Ermeth wurde aus den Erfahrungen mit der ZUSE Z 4 und Aikens Mark IV entworfen, insbesondere inbezug auf leichte Programmierung und Indexregister. |
| ICT 1200, ICT 1201, ICT 1202                                 | England          | ICT | 1955             | 57         | 40                   | Vakuumröhre | 40 Bits | Trommel | 10 000 | |
| OPREMA                                                       | Deutschland      | Carl Zeiss Jena (Wilhelm Kämmerer, Herbert Kortum) | 1955             | 1          |                      | Relais (17 000), ca. 90 000 Selengleichrichter                                                                           | binär verschlüsselte Dezimalziffern im Gleitkommaverfahren, wobei die Mantisse achtstellig und der Exponent zweistellig (bis ± 15) war. | | Rechenzeiten ergaben sich etwa 120 ms für eine Addition, 800 ms für Multiplikation und Division, 1200 ms für das Radizieren. | speziell für optische Berechnungen Zwillingsrechner, zwei Rechenwerke parallel |
| URR 1                                                        | Österreich       | Wiener Institut für Niederfrequenztechnik (Henning F. Harmuth)                                                                                                   | 1955             | 1          |                      | Relais | 17 Bits | | 150 Operationen je Sekunde bei Addition, während eine Multiplikation 4 s                                                     | [ 23 ] |
| D1                                                           | Deutschland      | Institut für Maschinelle Rechentechnik, Technische Universität Dresden. (Prof. Nikolaus Joachim Lehmann)                                                         | 1956             | 1          | 100                  | Röhren (760), 1000 Selendioden, 100 Relais                                                                               | 72 Bits | Magnettrommel mit 2048 Speicherplätzen (3 Indexregister) | | |
| Z 22                                                         | Deutschland      | Zuse KG | 1956             | 50         | 140                  | Röhren (500), 2400 Dioden                                                                                                | 14 Dezimalstellen | Magnettrommel (6000/min) für 8192 Speicherplätze, Ferritkernspeicher 25 Speicherplätze                                                                         | Addition 0,6 ms, Multiplikation 10 ms, Division 60 ms, Wurzel 200 ms                                                         | |
| ARMAC (Automatische Rechenmaschine Mathematisch Centrum)     | Niederlande      | Mathematisch Centrum, Amsterdam (Adriaan van Wijngaarden) | 1956             |            | 100                  | Röhren (1200), 9000 Dioden                                                                                               | 34 Bits, für 2 Befehle oder 10 Dezimalstellen                                                                                           | Ferritkernspeicher 512 Speicherplätze Magnettrommel: 3584 Speicherplätze                                                                                       | Additionszeit 0,4 ms | [ 24 ] [ 25 ] |
| PEGASUS                                                      | England          | Ferranti Ltd. | 1956             | 28         | 333                  | Vakuumröhre | 39 Bits | Nickel-Verzögerungsstrecke / Trommel | 0 / 8000 | |
| SAPO                                                         | Tschechoslowakei | Tschechische Akademie der Wissenschaften und Künste, Institut für Mathematische Maschinen (Antonín Svoboda)                                                      | 1956             | 1          |                      | Relais (7500), ca. 280 Röhren und 150 Dioden                                                                             | 32 Bits | Magnettrommelspeicher für 1024 Wörter | Arbeitstakt von 160 ms je Operation, einschließlich der Trommel-Zugriffszeit jedoch nur von 320 ms.                          | drei gleiche, voneinander unabhängige Rechenwerke |
| SMIL (Siffermaskinen I Lund)                                 | Schweden         | Institut für theoretische Physik, Universität Lund, Schweden | 1956             |            |                      | Röhren (2000), 200 Dioden                                                                                                | 40 Bits | Magnettrommel, 2048 Speicherplätze | | Das Rechenwerk der Maschine ist eine Kopie der BESK in Stockholm. |
| Z 11                                                         | Deutschland      | Zuse KG | 1956             | 42         |                      | Relais | | | | |
| SEL Informatiksystem                                         | Deutschland      | Mix & Genest (Karl Steinbuch) | 1957             | 1          |                      | Transistor, Diode | | matrixartiges Halbleiter-Logiknetz / Trommelspeicher | | Sonderentwicklung für das Großversandhaus Quelle GmbH |
| 2002                                                         | Deutschland      | Siemens & Halske AG | 1957             | 8          | 200                  | Transistor, Diode | 12 Dezimalstellen und Vorzeichen | Kernspeicher / Trommel | 5/19 000 | |
| EDB, EDB 2, EDB 3                                            | Schweden         | Facit | 1957             | 5          | 180                  | Röhren (2600), 3000 Dioden, 4000 Transistoren                                                                            | 40 Bits | Kernspeicher / Trommel | 2 / 10 000 | Besonders interessant: der dazu entwickelte Magnetband-Karussellspeicher |
| MERCURY                                                      | England          | Ferranti Ltd. | 1957             | 19         | 1000                 | Vakuumröhre | 10—20—40 Bits | Kernspeicher / Trommel | 2 / 10000 | |
| STANTEC ZEBRA                                                | England          | Standard Telephones and Cables | 1957             | 32         | 100                  | Vakuumröhre | 33 Bits | Trommel | 5000 | |
| ZAM 2                                                        | Polen            | Instytut Maszyn Matematysznych in Warschau | 1957             |            |                      | | | Nickeldraht-Schnellspeicher und Magnettrommeln | 1000 Operationen/s | [ 29 ] |
| Mailüfterl                                                   | Österreich       | TU Wien (Heinz Zemanek) | 1958             |            | 132                  | Transistoren | | | | erster, vollständig mit Transistoren arbeitender Computer auf dem europäischen Festland |
| ZRA 1                                                        | Deutschland      | Carl Zeiss Jena (W. Kämmerer) | 1958             | Kleinserie | 200                  | Röhren (770), 12 000 Dioden, 8500 Ferritkerne. (Die Röhren dienen lediglich als Treiberstufen der Ferritkernschaltungen) | 48 Bits | Magnettrommel mit 4096 Speicherplätzen (gleicher Konstruktion wie in den Rechnern D1 und D2)                                                                   | | Diese Rechenanlage ist u. a. im wissenschaftlichen Rechenzentrum der Hochschule für Architektur und Bauwesen in Weimar aufgestellt. |
| PERSEUS                                                      | England          | Ferranti Ltd. | 1958             | 2          | 333                  | Vakuumröhre | 72 Bits | Nickel-Verzögerungsstrecke | 234 | |
| Z22R                                                         | Deutschland      | Zuse KG | 1958             | 30         | 140                  | Vakuumröhre | 38 Bits | Trommel | 5000 | Die Technische Universität Berlin erhält das erste Exemplar. |
| X1                                                           | Niederlande      | N. V. Electrologica | 1959             | 25         | 500                  | Transistor, Diode | 27 Bits | Kernspeicher | | einer der ersten voll mit Transistoren, Magnetkernspeichern und automatischem Eingriffssystem ausgerüsteten Universalrechner auf dem Markt |
| 803                                                          | England          | Elliott Brothers | 1959             | 5          | 166,5                | Transistor | 39 Bits | Kernspeicher | | |
| DERA                                                         | Deutschland      | Institut für Praktische Mathematik der Technischen Hochschule Darmstadt (Alwin Walther)                                                                          | 1959             | 1          | 200                  | Röhren (1400), 8000 Dioden, 90 Relais                                                                                    | | Magnettrommel für 3000 Speicherplätze, Ferritkern-Register, 20 ms Zugriffszeit                                                                                 | Add.: 0,8 ms, Mult.: 12–16 ms                                                                                                | Die unverhältnismäßig lange Aufbauzeit der Rechenanlage erklärt sich dadurch, dass sie im Wesentlichen zur wissenschaftlichen Ausbildung von Entwicklungsingenieuren und zur Erprobung von Schaltungen diente.                                                       |
| EPOS                                                         | Tschechoslowakei | Forschungsinstitut für mathematische Maschinen, Prag, ARITMA, Prag                                                                                               | 1959             |            |                      | Vakuumröhre, Diode, später Transistor                                                                                    | 12 Dezimalstellen | Kernspeicher / Nickel-Verzögerungsstrecken | 13 / | |
| ER 56                                                        | Deutschland      | Standard Elektrik Lorenz AG | 1959             | 9          | 2000                 | Transistor, Diode | 35 Bits (7 Dezimalstellen) | Kernspeicher / Trommel | 5 / 10 000 | [ 34 ] |
| G2                                                           | Deutschland      | Max-Planck-Institut für Physik, Göttingen (H. Billing und L. Biermann)                                                                                           | 1959             | 1          | 92                   | Röhren (1100) | 50 Bits, Festkomma | Magnettrommel mit 2048 Speicherplätzen | | [ 35 ] [ 36 ] |
| SIRIUS                                                       | England          | Ferranti Ltd. | 1959             | 1          | 500                  | Transistor, Kern | 10 Dezimalstellen | Nickel-Verzögerungsstrecke | 4000 | |
| ARGUS                                                        | England          | Ferranti Ltd. | 1960             | 1          | 500                  | Transistor, Diode | 12 Bits | Kernspeicher / Trommel | 2 / 12 000 | |
| C. E. P.                                                     | Italien          | Universität Pisa | 1960             |            | asynchron            | Vakuumröhre, Germaniumdioden, Transistor                                                                                 | 36 Bits | Kernspeicher / Trommel | 3,5 / 10000 | |
| ELEA 6001                                                    | Italien          | Olivetti | 1960             | 44         | 250                  | Transistor, Diode, Kern                                                                                                  | Variable Ziffernanzahl | Kernspeicher | 6 | |
| ELEA 9003                                                    | Italien          | Olivetti | 1960             | 23         | 100                  | Transistor, Diode | Variable Zeichenanzahl | Kernspeicher / Trommel | 10 / 10000 | |
| EMIDEC                                                       | England          | EMI Electronics Ltd. (Godfrey Hounsfield) | 1960             | 4          | 100                  | Transistor | 36 Bits | Kernspeicher / Trommel | 10 / 15000 | |
| PASCAL, STEVIN                                               | Niederlande      | Philips | 1960             | 2          | 500                  | Röhren (12000), 10000 Transistoren, 15000 Dioden                                                                         | 42 Bits | Magnettrommel: 16 384 Speicherplätze, Magnetkernspeicher: 2016 Speicherplätze"                                                                                 | 3 / | [ 37 ] [ 38 ] [ 39 ] |
| SKRZAT1                                                      | Polen            | Forschungsinstitut für elektronisches Rechnen der Polnischen Akademie der Wissenschaften, ZAM PAN                                                                | 1960             |            | 200                  | Ferritkerne; Dioden | 1 Wort = 20 Bits = 2 Befehle (jedoch bei Sprungbefehl 1 Wort = 1 Befehl)                                                                | 4096-Worte-Speicher, Programm fest im Speicher, 64 Zellen, | | elektronischer Digital-Computer für automatische Kontrolle technologischer Prozesse zur Steuerung chemischer Destillation, Hochöfen. usw. |
| STANTEC SYSTEM                                               | England          | Standard Telephones and Cables | 1960             | —          | 128                  | Transistor | 33 Bits | Kernspeicher / Trommel | 1132435 | |
| TR 4                                                         | Deutschland      | Telefunken | 1961             |            | 2000                 | Transistor, Diode | 48+2 Bit | festgelegter Kernspeicher / Kernspeicher | 42401 | Schnellste deutsche Entwicklung der 1950er Jahre |
| APOLLO                                                       | England          | Ferranti Ltd. | 1961             | —          | 500                  | Transistor, Diode | 24 Bits | Kernspeicher | 2 | |
| EMIDEC 2400                                                  | England          | EMI Electronics Ltd. | 1961             |            | 1000                 | Transistor, Diode | 36 Bits | Kernspeicher / Diode-Kondensator | 5 / 1,5 | |
| GIER                                                         | Dänemark         | Regnecentralen, Dansk Institut for matematik Maskina | 1961             | 15         | 660                  | Transistor, Diode | 40 Bits, 2 zusätzlich für Wortanzeiger                                                                                                  | Kernspeicher / Trommel | 4 / 500 Blockzugriff | [ 40 ] [ 41 ] |
| ICT 1301                                                     | England          | Computer Development Ltd. (ICT & GEC) | 1961             |            | 1000                 | Transistor, Diode | 12 Dezimalstellen | Kernspeicher / Trommel | 4 / 486 | |
| LEO III                                                      | England          | LEO Computers Ltd. | 1961             | —          |                      | Transistor, Diode | 42 Bits | Kernspeicher | 7 | |
| MUSE (ATLAS)                                                 | England          | Ferranti Ltd., University of Manchester | 1961             | >4         |                      | Transistor, Diode | 48 Bits | Kernspeicher / Trommel | 0,5 / 6000 | |
| ORION                                                        | England          | Ferranti Ltd. | 1961             | —          | 500                  | Transistor, Kern | 48 Bits | Kernspeicher / Trommel | 6 / 12 000 | |
| Z 23                                                         | Deutschland      | Zuse KG | 1961             | —          | 150                  | Transistor | 40 Bits | Kernspeicher / Trommel | - /5000 | |
| 503                                                          | England          | Elliott Brothers | 1962             | —          |                      | Transistor | 39 Bits | Kernspeicher | | |
| KDF-9                                                        | England          | English Electric | 1962             | —          | 2000                 | Transistor, Kern Diode                                                                                                   | 48 Bits | Kernspeicher / Hauptspeicher | 3 | |
| Z31                                                          | Deutschland      | Zuse KG | 1962             |            | 53                   | Transistor | 10 Dezimalstellen und Vorzeichen | Kernspeicher Work | 200–1000 | |
| Cora 1                                                       | Schweiz          | Contraves AG | 1963             |            |                      | | | | | [ 42 ] |
| Elka 6521                                                    | Bulgarien        | Mathematikinstitut der bulgarischen Akademie der Wissenschaften                                                                                                  | 1965             |            | 53                   | Transistor | 12 Dezimalstellen und Vorzeichen | Kernspeicher Work | Add.: 0,3 s, Div.: 0,5 s | |
| TR 440                                                       | Deutschland      | AEG-Telefunken | 1969             | 46         | 16000                | integrierte Schaltkreise                                                                                                 | 48+2 Bit | Ferritkernspeicher | 0,3 | meist in Forschungseinrichtungen und Universitäten eingesetzt |
| 401, 402, 403, 404 und 405                                   | England          | Elliott Brothers |                  | 45         |                      | Röhren (615) | | Magnettrommel, Nickel-Verzögerungsspeicher | Taktzeit 102 μs je Wort, Addition und Subtraktion in 204 μs, Multiplikation und Division in 3,3 ms.                          | nach Patenten der NRD Corp. und eigenen Entwicklungen |
| ASPERA                                                       | Deutschland      | Institut für Praktische Mathematik der Technischen Hochschule Darmstadt                                                                                          |                  | 1          |                      | Relais | | | | asynchroner Relaisrechner / Prozessrechner |
| Dataquick Elektronische Buchungsmaschine                     | Deutschland      | Siemag Feinmechanische Werke, Eiserfeld/Sieg (Dr. Gerhard Dirks)                                                                                                 |                  |            | 25                   | Röhren (138), 220 Thyratrons, 350 Relais.                                                                                | | Magnettrommel mit 120 Speicherplätzen | | Die erste kommerziell hergestellte Kleinrechenanlage in Deutschland. |
| Mark I                                                       | England          | National Research Development Corp. |                  | 7          | 100                  | Röhren | 40 Bits | 512 Kathodenstrahlspeicherröhren für 10 000 Bits, davon 7 als Indexregister, Magnettrommelspeicher für 16 384 Wörter                                           | | ab 1957 mit Magnetkernspeicher als Ferranti MERCURY vertrieben |
| UMC1                                                         | Polen            | Instytut Maszyn Matematysznych in Warschau |                  |            |                      | | | Magnettrommel, 4096 Wörter | 100 Operationen/s | [ 29 ] |